# Velký bazar (Istanbul)

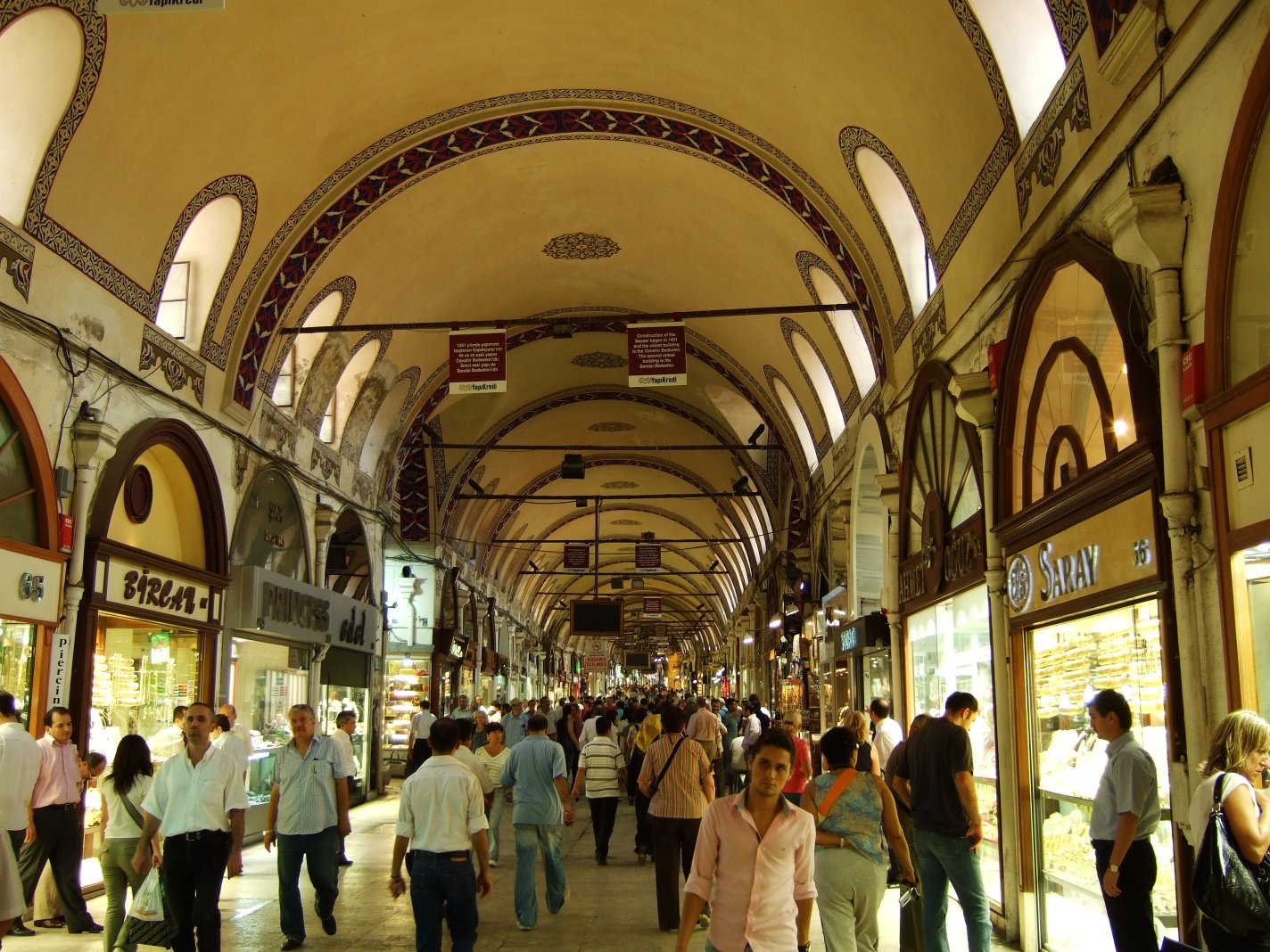
Jedna z ulic Velkého bazaru v Istanbulu.

Velký bazar v Istanbulu (turecky Kapalı Çarşı – Krytá tržnice) je jedním z největších a nejstarších komplexů krytých tržnic na světě, který má více než 58 krytých pasáží a přes 1200 obchodů. Denně ho navštíví okolo 250 až 400 000 turistů. Tržnice se rozprostírá na ploše 45 hektarů. Využívá se plocha 36 hektarů a zaměstnává se zde asi 20 tisíc osob.

## Historie
První budovy, zvané Bedestan, byly postaveny jako veřejné sklady zboží v letech 1455 až 1461. Dal je postavit osmanský sultán Mehmed II. (Mehmed Dobyvatel). V 16. století, během vlády sultána Sulejmana I. Skvostného, byl celý komplex tržnic značně rozšířen. Tržnice byla známá obchodem s kořením, kůží, keramikou, látkami, šperky a koberci. Pozdější zemětřesení budovy značně poškodilo. Rozsáhlá rekonstrukce byla ukončena v roce 1894.

## Architektura
Komplex se skládá z 12 hlavních budov s 22 branami. Velký bazar má čtyři střední hlavní brány situované na koncích hlavních ulic, které protíná blízko jihozápadního rohu komplexu. Jedna ulice spojuje náměstí a mešitu sultána Bajezida II. s mešitou Nuruosmaniye sultána Osmana III. z roku 1755.